# Batrachuperus pinchonii
Batrachuperus pinchonii är en groddjursart som först beskrevs av David 1872.  Batrachuperus pinchonii ingår i släktet Batrachuperus och familjen Hynobiidae. IUCN kategoriserar arten globalt som sårbar. Inga underarter finns listade.